# Цитринин
Цитринин — органическое соединение, поликетид, антибиотик-хинон, микотоксин, вторичный метаболит, продуцируемый микроскопическими плесневыми грибами рода Пеницилл (в частности Penicillum citrinum) и в меньшей степени рода Аспергилл. Помимо этого он обнаружен в качестве пигмента в листьях австралийского растения Crotolaria crispata. Контаминант. Проявляет бактериостатические свойства против грамположительных бактерий, однако, применять его в качестве антибиотика опасно из-за нефротоксичности.

## Физико-химические свойства
Представляет собой твёрдое кристаллическое вещество от золотистого, до лимонно-жёлтого цвета или слегка оранжевого цвета, нерастворимое в воде, растворяется в органических полярных растворителях — хлороформе, несколько хуже в ацетоне и диэтиловом эфире, а также в бензоле плохо в петролейном эфире. Имеет температуру плавления 175 °С.

## Безопасность пищевых продуктов
Требования к предельно допустимой концентрации цитринина в пищевой продукции не установлены законодательством Евразийского экономического союза.